# Ligueil
Ligueil – miejscowość i gmina we Francji, w Regionie Centralnym, w departamencie Indre i Loara.
Według danych na rok 1990 gminę zamieszkiwało 2201 osób, a gęstość zaludnienia wynosiła 74 osoby/km² (wśród 1842 gmin Regionu Centralnego Ligueil plasuje się na 170. miejscu pod względem liczby ludności, natomiast pod względem powierzchni na miejscu 343.).

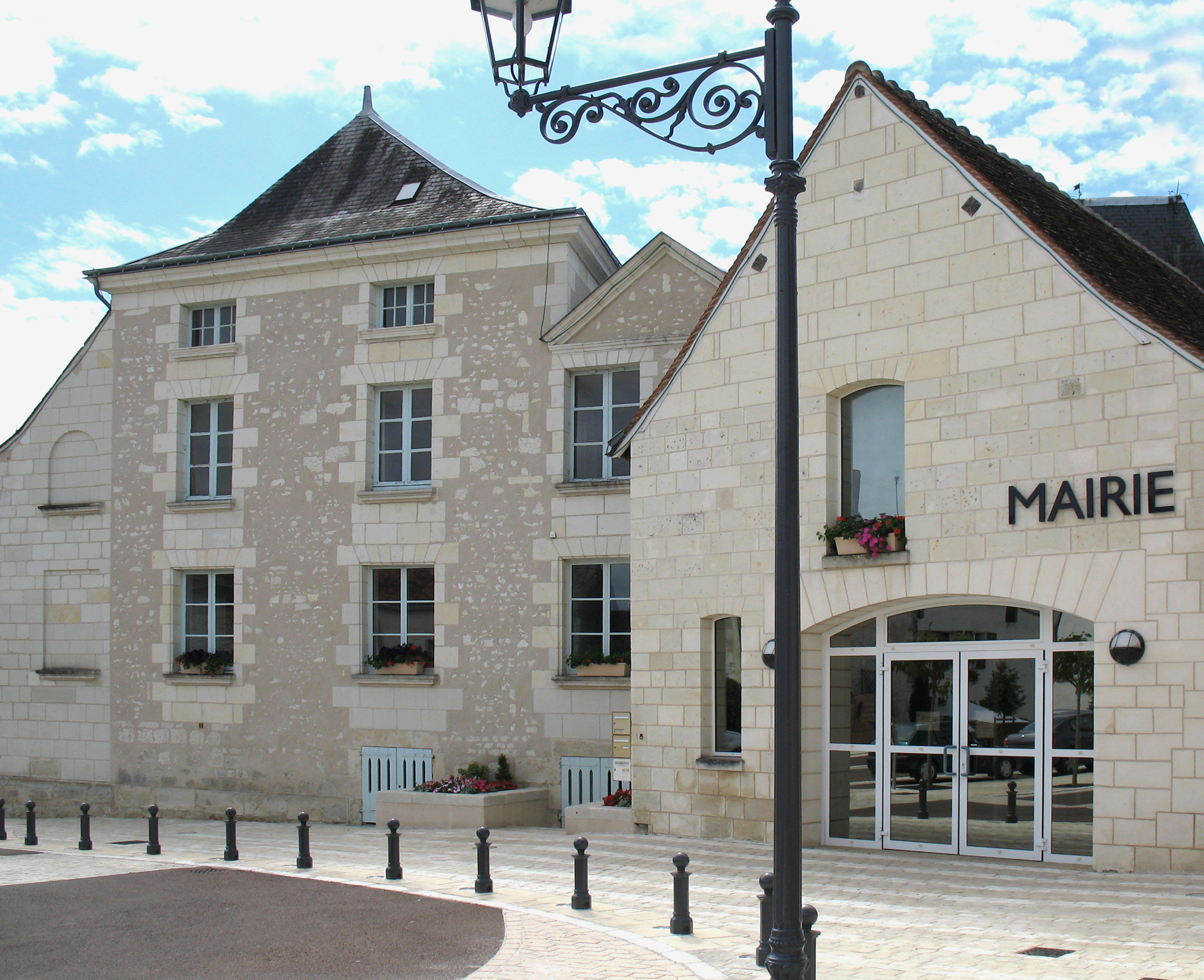
Ligueil
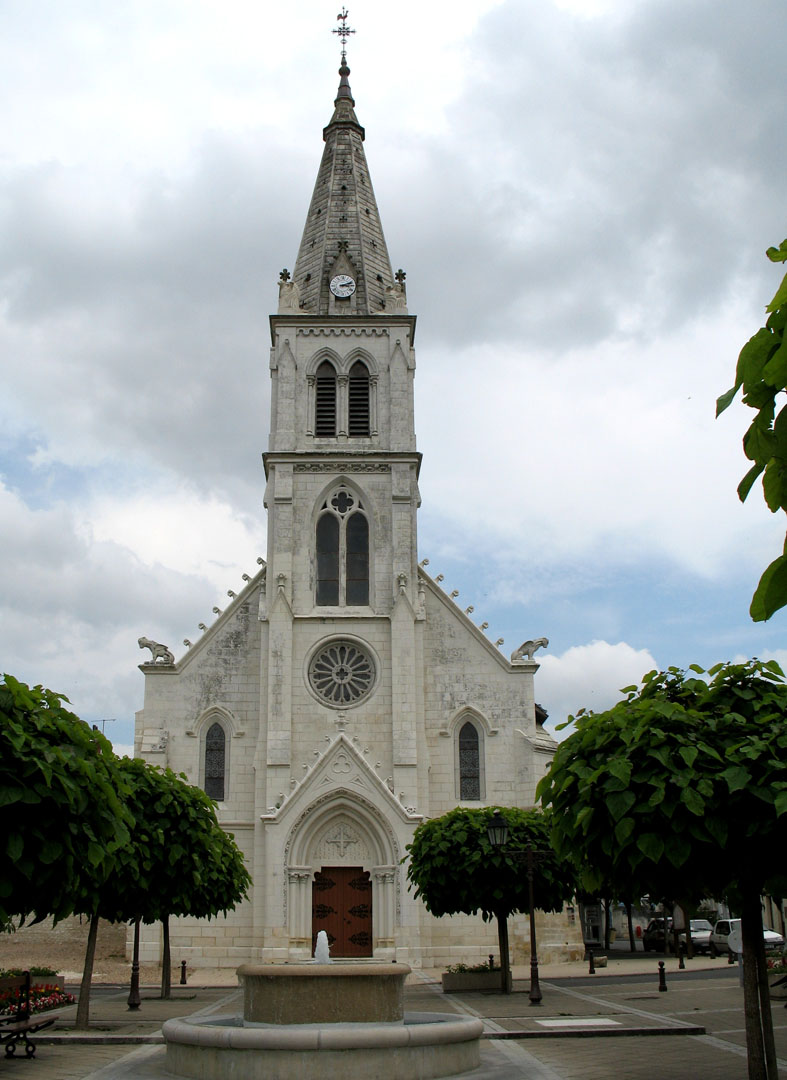
Ligueil
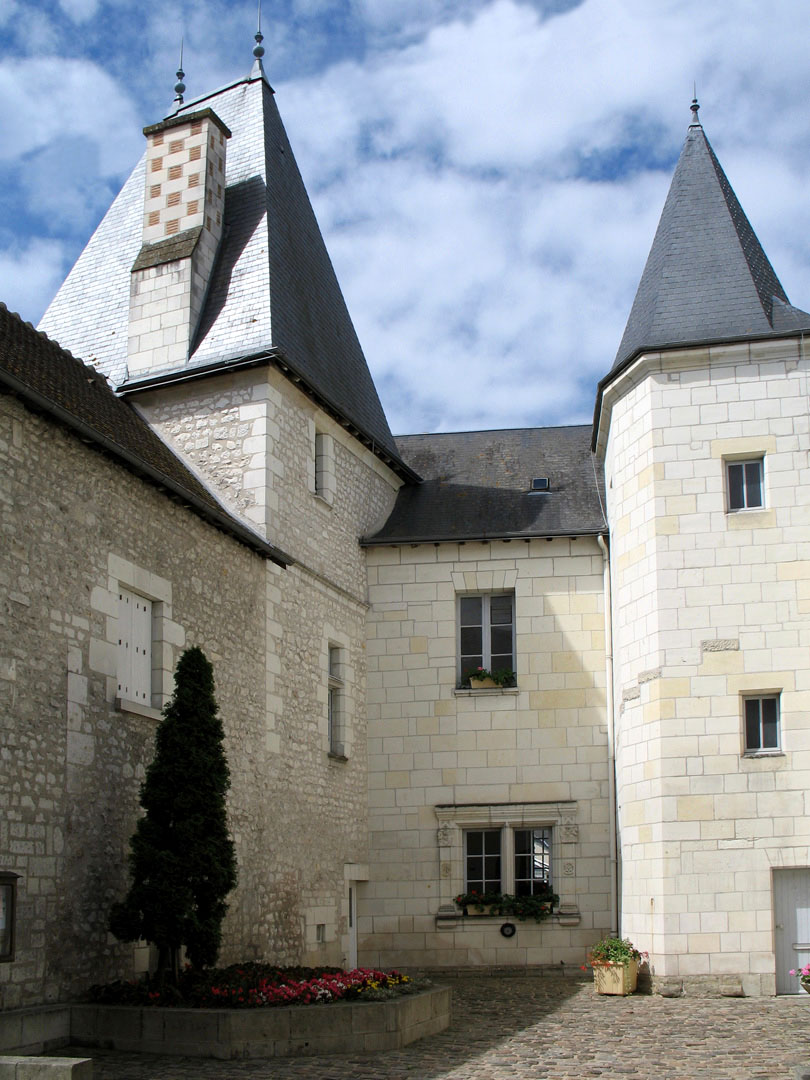
Ligueil
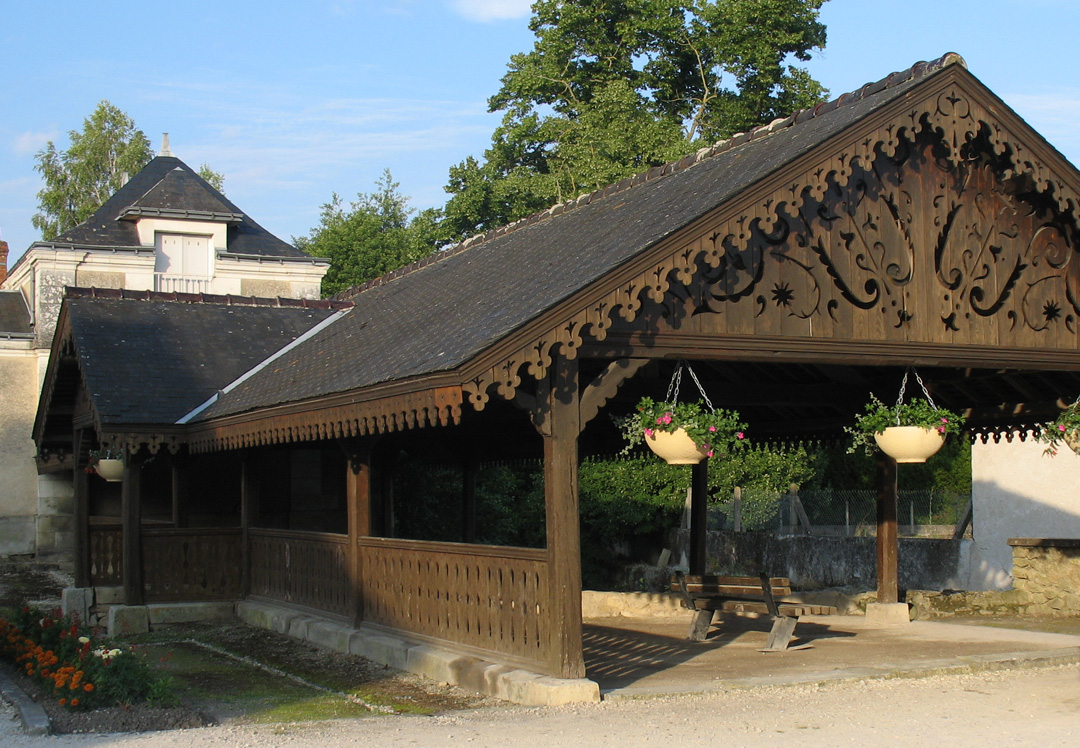
Ligueil
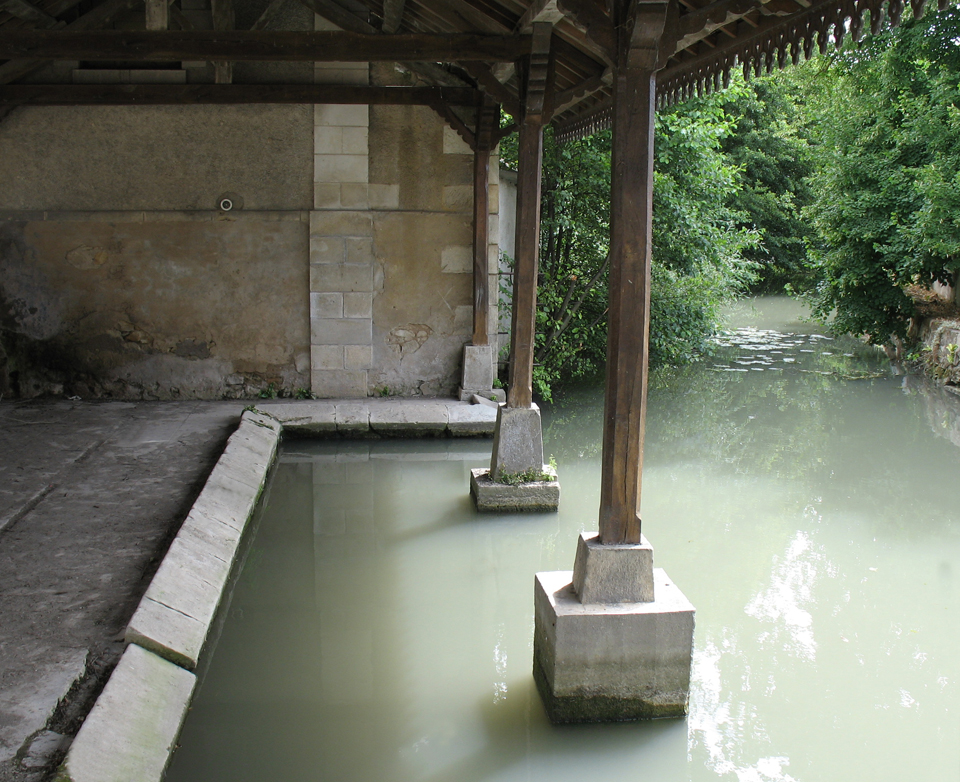
Ligueil
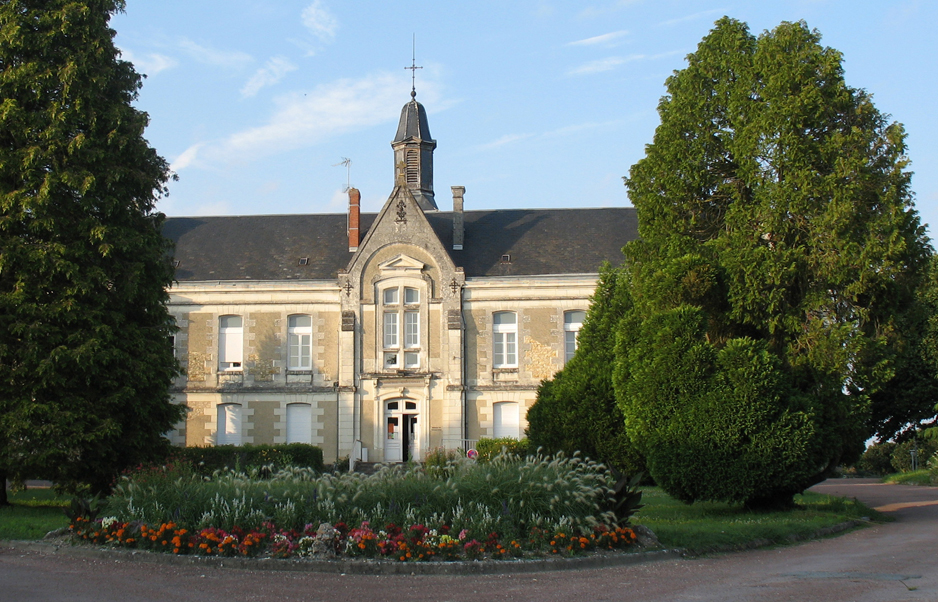
Ligueil
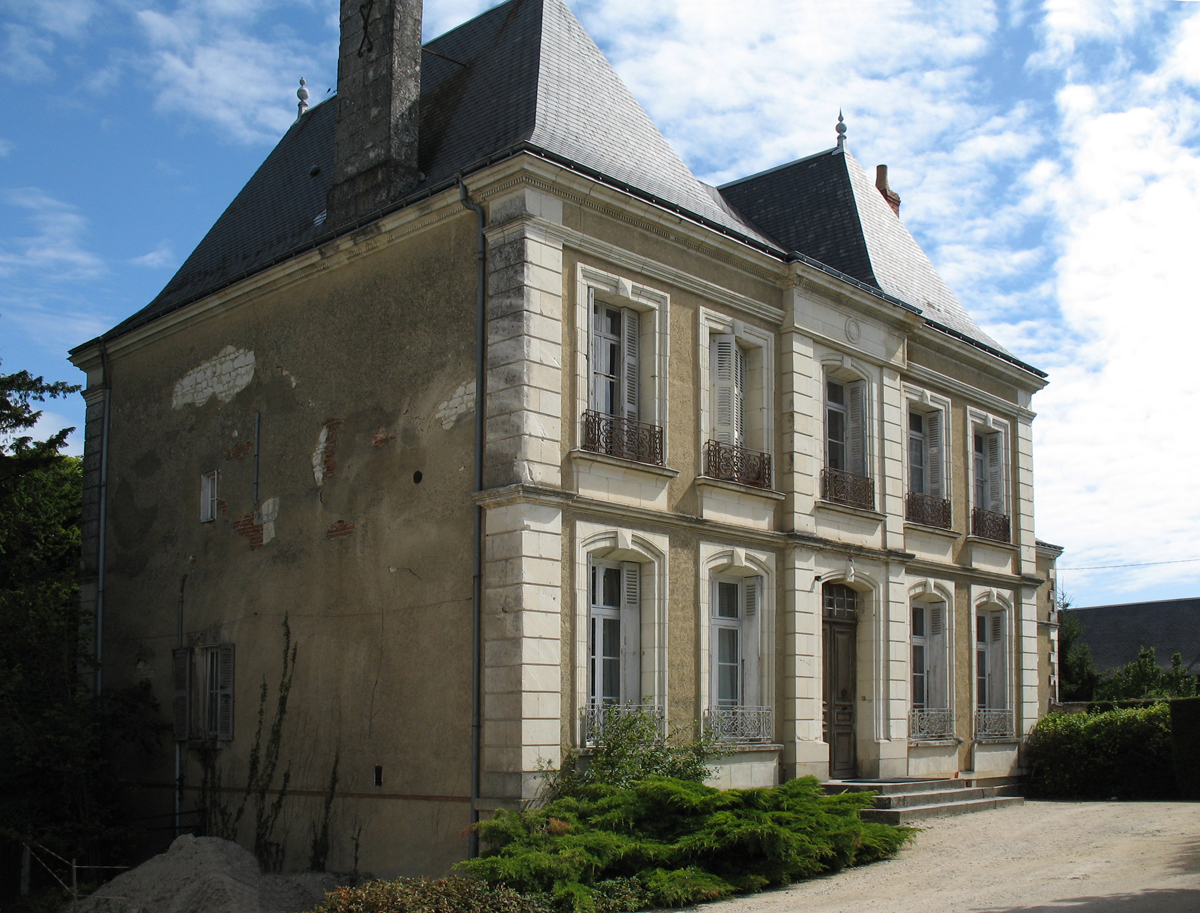
Ligueil
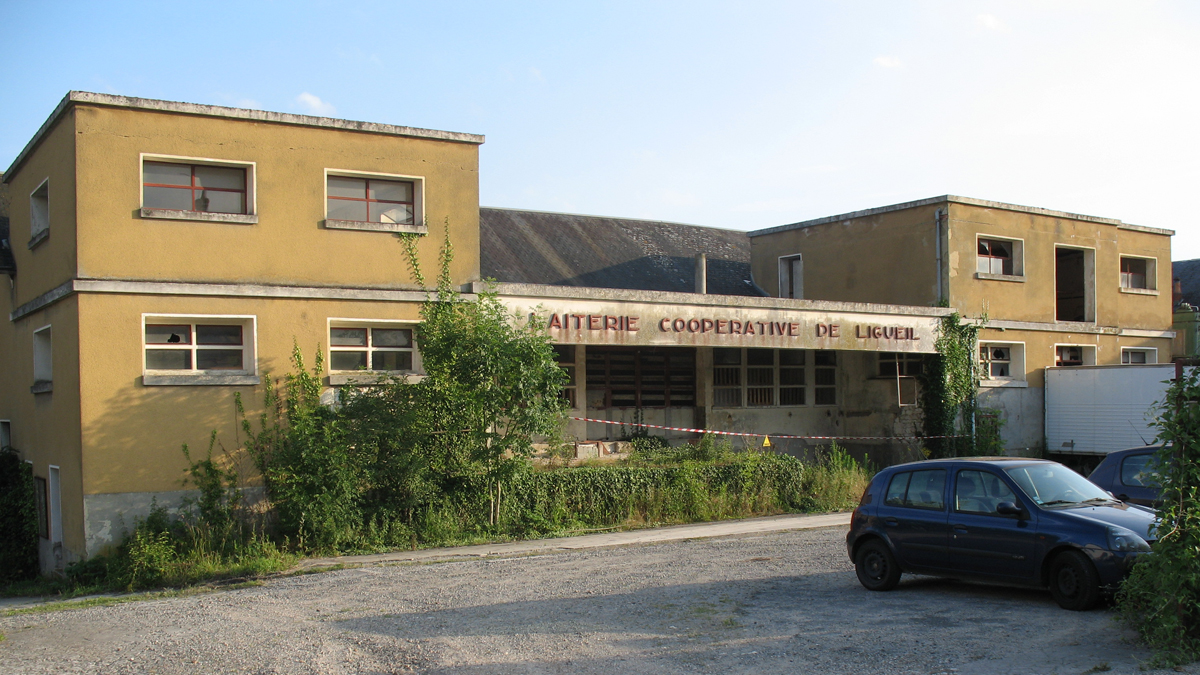
Ligueil